# OTNK
「OTNK」（オーティーエヌケー）は、BiSHのインディーズ1作目のシングル。2015年9月2日にインディーズ・レーベルのSUB TRAXから発売された。

## 概要
デビューアルバム『Brand-new idol SHiT』から3か月後に発売されたデビュー・シングル。2015年8月に新メンバー2人（ハシヤスメ・アツコ、リンリン）が加入し、6人体制で発表された初のシングル。インディーズで発売された唯一のシングル作品である。
発売前の2015年8月15日「OTNK」のミュージックビデオがYouTubeに公開された。ミュージックビデオはメンバーが海を舞台にした冒険に巻き込まれるストーリー仕立ての映像となっている。オリコン週間ランキングで10位を記録。

## リリース履歴
| 発売日       | レーベル | 最高順位 | 規格 | 規格品番  | 備考   |
| ------------ | -------- | -------- | ---- | --------- | ------ |
| 2016年9月2日 | SUB TRAX | 10位     | CD   | DDCZ-2043 | 通常盤 |

## 収録曲
1. OTNK [4:03]
作詞：竜宮寺育、作曲：松隈ケンタ
2. NO THANK YOU [3:32]
作詞：セントチヒロ・チッチ×モモコグミカンパニー、作曲：松隈ケンタ
3. MAIN STREET ELECTRICAL PARADE [1:50]
作曲：Jean Jacques Perrey×Gershon Kingsley

## 参加メンバー
- BiSH
  - アイナ・ジ・エンド - ボーカル
  - セントチヒロ・チッチ - ボーカル、作詞（#2）
  - モモコグミカンパニー - ボーカル、作詞（#2）
  - ハグ・ミィ - ボーカル
  - ハシヤスメ・アツコ - ボーカル
  - リンリン - ボーカル

## ライブ映像作品
| 曲名                          | 作品名                                               |
| ----------------------------- | ---------------------------------------------------- |
| OTNK                          | Less Than SEX TOUR FiNAL“帝王切開”日比谷野外大音楽堂 |
| OTNK                          | BiSH NEVERMiND TOUR RELOADED THE FiNAL "REVOLUTiONS" |
| OTNK                          | BiSH "TO THE END"                                    |
| OTNK                          | And yet BiSH moves.                                  |
| OTNK                          | REBOOT BiSH                                          |
| OTNK                          | FROM DUSK TiLL DAWN                                  |
| NO THANK YOU                  | FROM DUSK TiLL DAWN                                  |
| MAIN STREET ELECTRICAL PARADE | FROM DUSK TiLL DAWN                                  |

## 収録アルバム
OTNK
- 『FAKE METAL JACKET』 (#6)
- 『FOR LiVE -BiSH BEST-』 (#4)